# Lanai City
Lanai City est une census-designated place de l'État d'Hawaï dans le comté de Maui, aux États-Unis, située sur l'île de Lanai. En 2010, la population était de 3 102 habitants.

## Démographie
| 2000  | 2010  | - | - | - | - |
| ----- | ----- | - | - | - | - |
| 3 164 | 3 102 | - | - | - | - |